# Salvia xanthophylla
Salvia xanthophylla là một loài thực vật có hoa trong họ Hoa môi. Loài này được Epling & Játiva miêu tả khoa học đầu tiên năm 1963.